# Xã Terre Haute, Quận Henderson, Illinois
Xã Terre Haute (tiếng Anh: Terre Haute Township) là một xã thuộc quận Henderson, tiểu bang Illinois, Hoa Kỳ. Năm 2010, dân số của xã này là 263 người.